# Pierre-Denis Boyer
Pour les articles homonymes, voir Boyer.
Pierre Denis Boyer, né en 1766 à Caissac (aujourd'hui Cayssac), hameau de la commune de La Loubière (Aveyron), mort le 24 avril 1842 à Paris, est un théologien français.

## Biographie
Pierre-Denis Boyer naquit à Caissac (diocèse de Rodez) au mois d'octobre 1766.
Il fit ses études au collège de Rodez. À cette époque il se lia à Denis Frayssinous qui fréquentait cet établissement. Il partit ensuite pour Laon où il reçut la tonsure le 28 mai 1785 et le sous-diaconat le 17 mai 1788.
Il fut ordonné prêtre le 18 décembre 1790, et il prépara une licence en Sorbonne qu'il ne put soutenir.
Durant la période révolutionnaire, il se retira dans le Rouergue, dans la paroisse de Curières avec Denis Frayssinous.
Il s'unit à l'abbé Jacques-André Émery pour relever le séminaire de Saint-Sulpice, dont il devint le directeur après lui.
En 1911, le « César régnant » disperse la Compagnie de Saint-Sulpice qui ne sera reformée qu'à la Seconde Restauration. En 1812 et 1813, Boyer prêche dans les régions de Lyon et de Montpellier.
En 1817, il s'attaque aux doctrines développées par Mathieu-Mathurin Tabaraud et Pierre Jean Agier concernant le mariage.
Dans les années 1824-1826, il combattit les doctrines de Félicité Robert de Lamennais, craignant qu'elles favorisassent l’« athéisme politique renversant l'autorité et l'unité de l’Église, se rapprochant de la méthode protestante. » 
Au début des années 1840, il batailla contre le mouvement initié par les deux frères Charles-Régis Allignol et Augustin-Vital Allignol, meneurs de revendications du bas-clergé dans l’Église catholique romaine.
Il était oncle de Mgr Denis Auguste Affre ; lui-même pourfendeur des frères Allignol.

## Ses publications
- Observations d'un canoniste sur l'appel comme d'abus porté au Conseil d'Etat par Monsieur Chasles contre Monseigneur de Latil, évêque de Chartres, imp. de Beaucé-Rusand, 1824
- Examen du pouvoir législatif de l’Église sur le mariage, suivi de Dissertation sur la réception du concile de Trente dans l’Église de France, Paris : Adrien Le Clère, 1817 .
- Examen de la Doctrine de M. de la Mennais, considérée sous le triple rapport de la philosophie, de la théologie et de la politique, avec une Dissertation sur Descartes, Paris: Adrien Le Clère, 1824, in-8,
- Défense de l'ordre social contre le carbonisme moderne, Paris, Adrien Le Clère, 1835
- Défense de l'enseignement des écoles catholiques, Paris: Adrien Le Clère, 1835
- Histoire de l'Hérésie constitutionnelle: qui soumet la Religion au Magistrat, Paris, Gaume Frères, 1840, .
- Défense de l'église de France contre les attaques de l'auteur de la Dissertation sur le prêt à intérêts, Paris: Gaume Frères, 1839
- Défense de l'Église catholique contre l'hérésie constitutionnelle, qui soumet la religion au magistrat, renouvelée dans ces derniers temps, Paris: Gaume Frères, 1840, 360 p.
- Coup d’œil sur l'écrit des frères Allignol touchant l'état actuel du clergé en France, appendice à la Défense de l’Église catholique contre l'hérésie constitutionnelle, Paris: Gaume Frères, 1840
- Apologie du Saint-Office dans ses décisions sur le prêt à intérêt : Lettre de l'auteur de la Défense de L'Église, 1841
- Discours pour les retraites ecclésiastiques, Paris : Adrien Le Clère, 1843

Sous le pseudonyme de Comte Joseph de Lapanouse
- Le Duel jugé au tribunal de la raison et de l'honneur, 1802.
- Nouvelles observations sur le duel, faisant suite à l'ouvrage du même auteur intitulé : "Le Duel jugé au tribunal de la raison et de l'honneur", sous le pseudonyme de Comte Joseph de Lapanouse, Paris: Adrien Le Clère, 1836, 40 p.

Sous le pseudonyme de M. l'abbé Barrande de Briges, suppléant en la Faculté de théologie de Paris
- De la Liberté des cultes selon la charte, avec quelques réflexions sur la doctrine de M. de Pradt, et sur les bienfaits du christianisme, Le Normant, 1819, 102 p.

Anonymement
- Nouveaux Eclaircissemens à quelques objections qu'on oppose au concordat; suivis de Réflexions sur un écrit de M. Fiévée[3], Paris, Adrien Le Clère, 1817
- Antidote contre les aphorismes de M. de La Mennais, par un professeur de théologie, 1826.